# Gallitobius ricanus
Gallitobius ricanus är en mångfotingart som beskrevs av Chamberlin 1933. Gallitobius ricanus ingår i släktet Gallitobius och familjen stenkrypare.
Artens utbredningsområde är Costa Rica. Inga underarter finns listade i Catalogue of Life.